# Макс Либерман
Макс Либерман (20. јул 1847 - 8. фебруар 1935) био је немачки сликар и графичар јеврејске националности, најпознатији као водећи заговорник импресионизма у Немачкој свог времена. Родио се у породици јеврејског пословног човека; студије уметности му је у младости на кратко прекинула служба у француско-пруском рату. Након смрти родитеља наследство је искористио како би покуповао француске импресионистичке слике и на темељу њих развио свој стил. Од 1899. до 1911. је био на челу авангардног уметничког удружења Берлинска сецесија. 1920. године је постао председник пруске академије уметности; с тог је места одступио 1933. године у знак протеста, када је нацистичка власт забранила изложбе јеврејских аутора.

## Галерија
- Уметнички студио, 1902
- Јахачи на плажи, 1901
- Јахање магарца на обали мора, 1900
- Ресторанска тераса у Ниенстедену, 1902
- Дечаци који се купају, 1898
- Алеја у Овервену, Холандија, 1895
- Портрет председника фон Хинденбурга, 1927